# Litificación

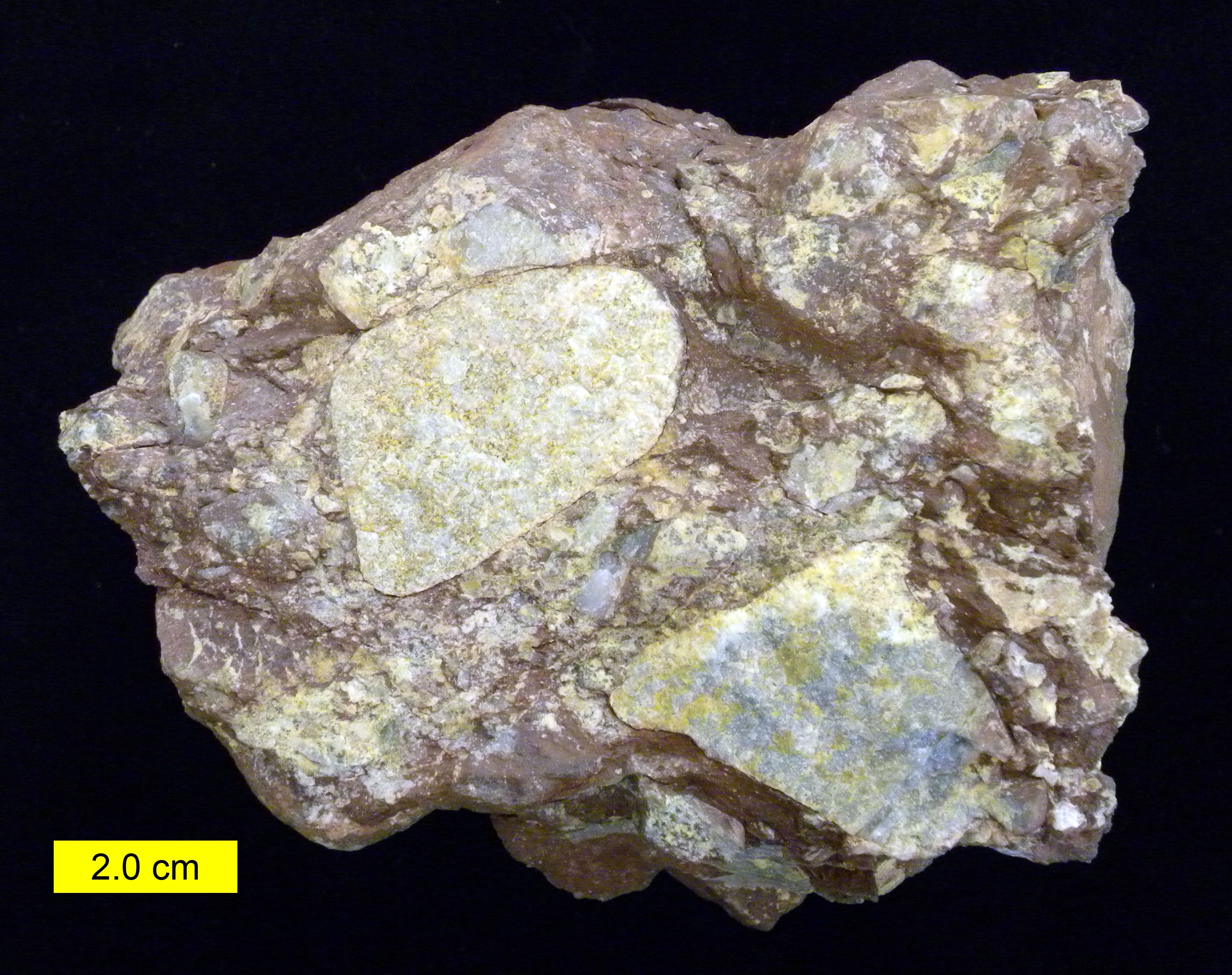
Brecha, roca producto de la litificación de gravas.

Litificación es el proceso, generalmente de compactación y cementación, por el cual los sedimentos se transforman en rocas sedimentarias. Las arenas al litificarse se transforman en areniscas, las gravas en conglomerados o brechas, los limos en limolitas, las arcillas en lutitas, etc.